# Solo Dance
«Solo Dance» —en español: «Solo Baile»— es una canción del DJ danés y productor Martin Jensen. Fue lanzado el 4 de noviembre de 2016 como descarga digital por Ultra Records. La canción fue escrita por Martin Jensen, Lene Dissing, Mads Dyhrberg y Peter Bjørnskov. La canción es el sencillo más exitoso de Martin Jensen hasta la fecha, alcanzando los primeros 20 en 14 países europeos y teniendo más de 250 millones de reproducciones en el servicio de streaming Spotify. La voz en la canción es por una artista femenina, llamada Theresa Rex, que hasta ahora ha decidido permanecer anónimo.[cita requerida]
El video oficial de la canción fue lanzado el 27 de enero de 2017, a través de Ultra Music y la cuenta de Martin Jensen en YouTube. Fue dirigido por Nicolas Tobias Følsgaard y bailarinas como Haeni Kim, Dylan Mayoral, Jamie Telford, Sandra Brünnich, Lianne Lee May, Michel Patric Sian, Remi Black y Cilia Trappaud, quienes bailan en todo el video, mientras que Martin Jensen interpreta Música en la parte de atrás.

## Lista de canciones
Descarga digital

| N.º | Título       | Duración |  |
| 1.  | «Solo Dance» | 2:54     |  |

## Posicionamiento en listas

### Listas semanales
| Listas (2016–17)                            | Mejor posición |
| ------------------------------------------- | -------------- |
| Australia (ARIA)                            | 40             |
| Austria (Ö3 Austria Top 40)                 | 14             |
| Bélgica (Flandes) (Ultratip Bubbling Under) | 6              |
| Bélgica (Valonia) (Ultratop 50)             | 41             |
| Canadá (Canadian Hot 100)                   | 82             |
| República Checa (Rádio Top 100)             | 4              |
| República Checa (Singles Digitál Top 100)   | 12             |
| Dinamarca (Tracklisten)                     | 7              |
| Finlandia (OFC)                             | 19             |
| Francia (SNEP)                              | 51             |
| Alemania (Media Control AG)                 | 14             |
| Irlanda (IRMA)                              | 9              |
| Italia (FIMI)                               | 32             |
| Países Bajos (Dutch Top 40)                 | 37             |
| Países Bajos (Mega Single Top 100)          | 20             |
| Nueva Zelanda Heatseekers (RMNZ)            | 8              |
| Noruega (VG-lista)                          | 7              |
| Polonia (Polish Airplay Top 100)            | 44             |
| Portugal (AFP)                              | 30             |
| Escocia (Scottish Singles Sales Chart)      | 4              |
| Eslovaquia (Rádio Top 100)                  | 71             |
| Eslovaquia (Singles Digitál Top 100)        | 14             |
| España (PROMUSICAE)                         | 99             |
| Suecia (Sverigetopplistan)                  | 7              |
| Suiza (Schweizer Hitparade)                 | 17             |
| Reino Unido (UK Dance Chart)                | 1              |
| Reino Unido (UK Singles Chart)              | 7              |
| Estados Unidos (Hot Dance/Electronic Songs) | 17             |

## Historial de lanzamientos
| País      | Fecha                  | Formato          | Discográfica                      |
| --------- | ---------------------- | ---------------- | --------------------------------- |
| Dinamarca | 5 de noviembre de 2016 | Descarga digital | Disco:wax, Ultra Records, Polydor |